# Lepidodendrales
Lepidodendrales (dal greco "albero a scaglie") è un ordine estinto di piante primitive, vascolari, arborescenti, correlate alle Lycopodiopsida. Queste piante vissero durante il periodo Carbonifero ed alcune superarono i 30 metri di altezza, con tronchi di diametro spesso superiore al metro. 

## Morfologia
Le Lepidodendrales avevano tronchi alti e spessi, che raramente si ramificavano; alla sommità avevano una corona di rami che si biforcavano e che recavano grappoli di foglie. Queste foglie erano lunghe e strette, simili a grandi lame di erba, ed erano disposte a spirale. Il sistema vascolare del tronco eretto era insolito, nel senso che modificava il suo sviluppo morfologico al crescere della pianta. Il giovane tronco iniziava lo sviluppo come una protostele, in cui lo xilema esterno maturava per primo, ma la porzione successiva e più elevata del tronco si sviluppava come una sifonostele ectofloica, in cui lo xilema era affiancato dal tessuto floemico sia sul lato interno sia sul lato esterno.
Le cicatrici strettamente raggruppate e a forma di diamante lasciate dalle foglie e dagli steli sul tronco via via che la pianta cresceva forniscono alcuni dei più interessanti e comuni fossili degli scisti del Carbonifero shale e dei depositi di carbone correlati. 
Questi fossili assomigliano alle tracce di pneumatici o alla pelle dell'alligatore.

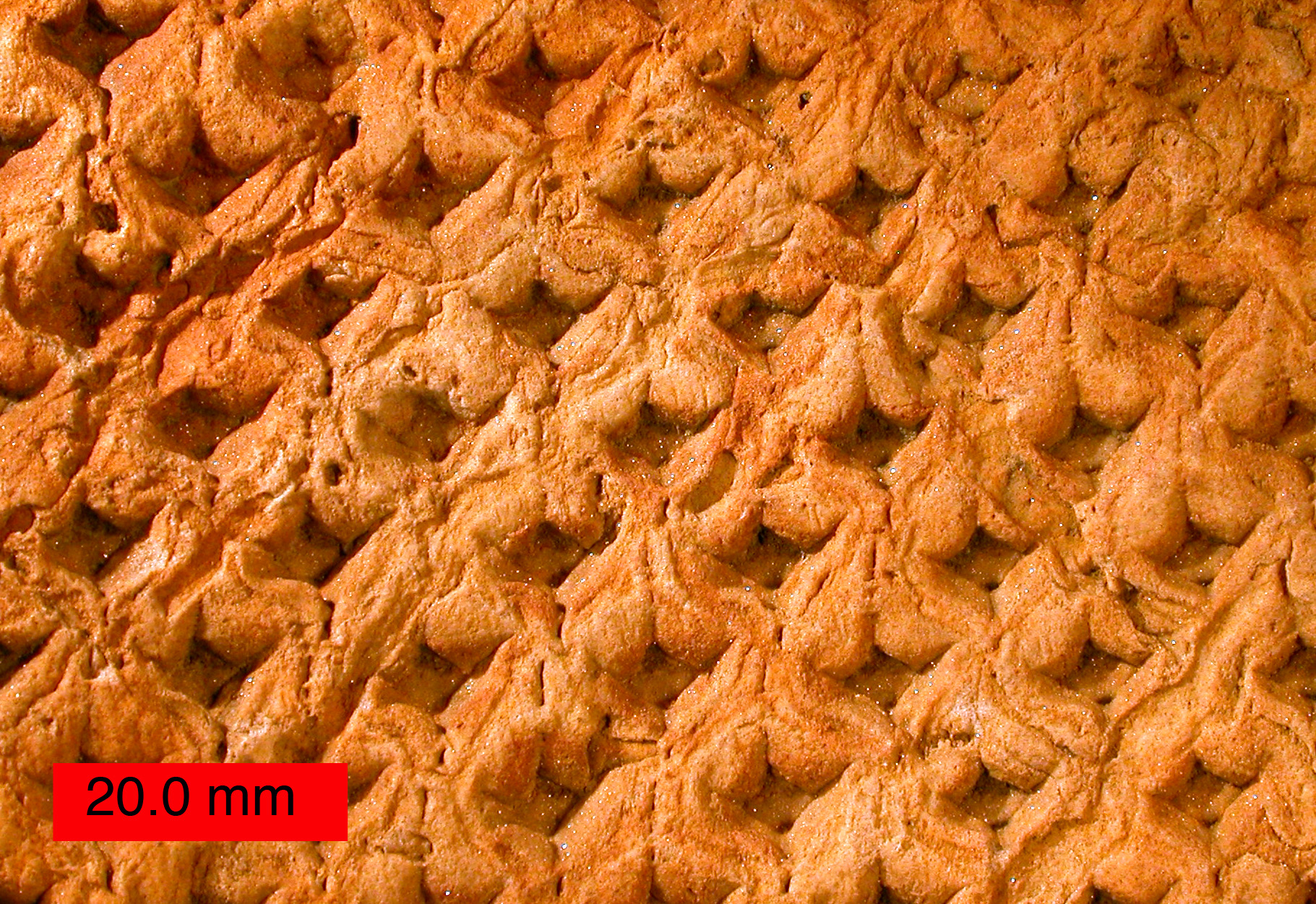
Impronta esterna di Lepidodendron dal Carbonifero superiore dell'Ohio.

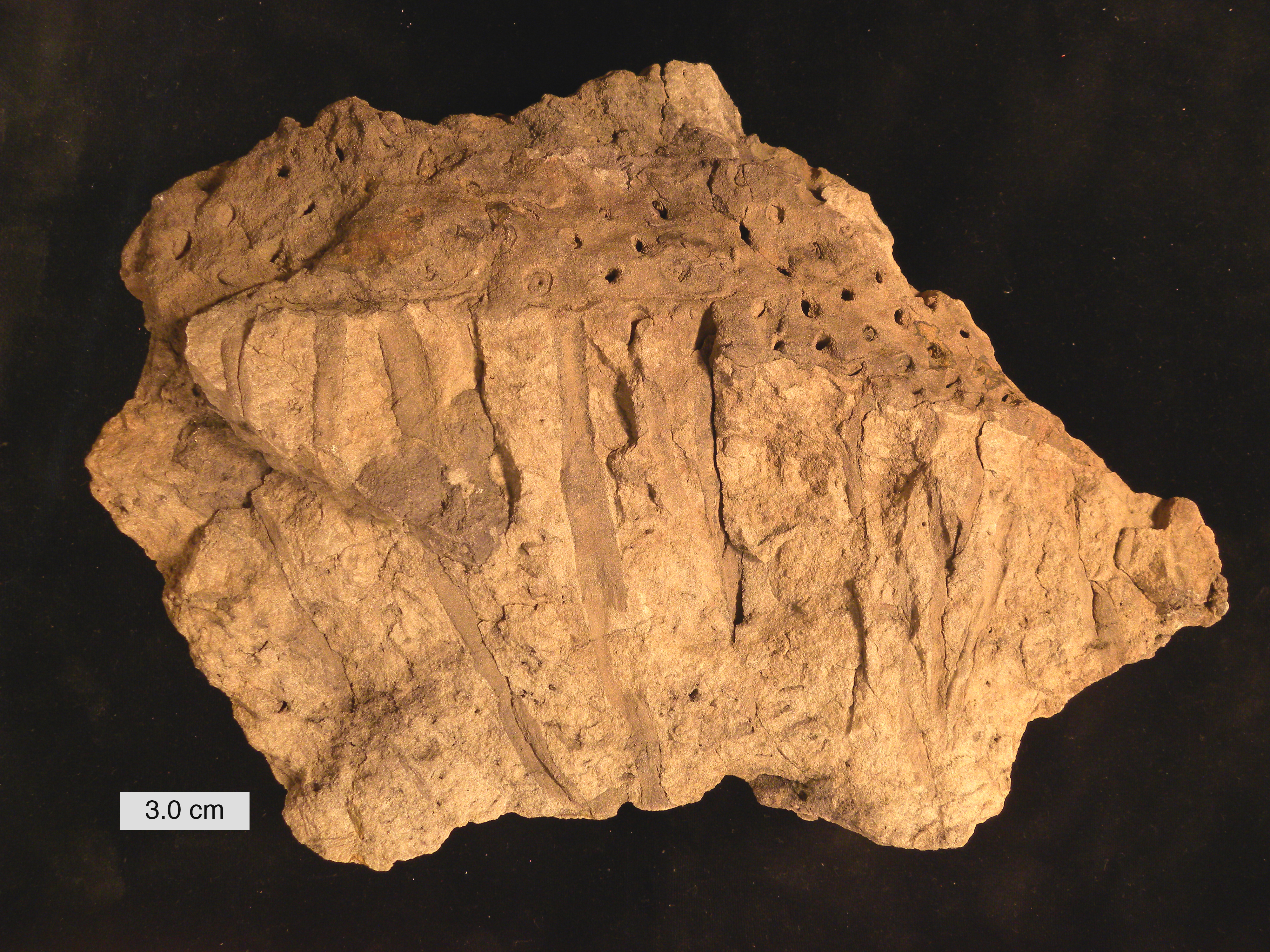

Le scaglie, o cuscini delle foglie, erano composte di tessuto fotosintetico verde, evidenziato dalla cuticola che ricopriva ed era punteggiata dagli stomi, pori microscopici attraverso i quali l'anidride carbonica dell'aria diffondeva all'interno delle piante. Similmente, i tronchi di Lepidodendron sarebbero stati verdi, a differenza dei moderni alberi, che hanno le cortecce scagliose, non fotosintetiche, di colore marrone o grigio.
L'architettura delle Lepidodendrales è stata definita "povera". I tronchi producevano pochissimo legno, o addirittura per nulla. Il supporto strutturale era dato da una regione spessa simile a corteccia. Questa regione rimaneva attorno al tronco come uno strato rigido che non si sfaldava, come invece fa la corteccia degli alberi moderni. Al crescere dell'albero, i cuscini di foglie si espandevano per seguire l'aumento di diametro del tronco.
I rami di queste piante terminavano con strutture simili a coni, chiamate strobili. Da quattro megaspore funzionali, tre venivano riassorbite e una sola proseguiva l'ontogenesi. Tutto ciò accadeva in uno sporangio che non si apriva ma aveva una fessura in cima attraverso la quale potevano entrare gli spermatozoi. Queste strutture per la loro caratteristica possono essere chiamate semi per definizione, che risultano essere però totalmente differenti e filogeneticamente indipendenti rispetto ai semi prodotti dalle odierne piante a seme.  Probabilmente, alcune specie erano monocarpiche, cioè si riproducevano solo una volta verso la fine del loro ciclo vitale.

## Ecologia
Le Lepidodendrales probabilmente vivevano nelle parti più umide delle paludi di carbone che esistevano nel Carbonifero. Crescevano in gruppi fitti, probabilmente fino a 1.000-2.000 individui per ettaro. Questo sarebbe stato possibile per il fatto che non ramificavano finché non erano completamente cresciute, trascorrendo gran parte delle loro vite come piante non ramificate. Nella fase giovanile, i tronchi erano muniti di foglie simili all'erba che spuntavano direttamente dal tronco.

## Tassonomia
L'ordine Lepidodendrales comprende tre famiglie monofiletiche e una quarta parafiletica, che però è mal definita:
Famiglie monofiletiche:
- Lepidodendraceae, che comprende i generi: 
  - Hizemodendron
  - Lepidodendron,
  - Lepidophloios,
  - Sublepidophloios
- Diaphorodendraceae, che comprende i generi:
  - Diaphorodendron,
  - Synchysidendron,
- Sigillariaceae, che comprende i generi:
  - Sigillaria,
    - Sigillaria subg. Eusigillaria, che possiede nervature sulle superfici. 
      - Sezione Rhytidolepis: la base della foglia e le nervature sono separate, le scanalature tra nervature adiacenti sono diritte o quasi diritte.
      - Sezione Favularia: la base della foglia e le nervature sono tra di loro vicine, le scanalature sono a zig-zag.

    - Sigillaria subg. Subsigillaria, che non possiede nervature. 
      - Sezione Leiodermaria: le cicatrici fogliari sono distanti in verticale l'una dall'altra, senza cuscini fogliari rilevati.
      - Sezione Clathraria: le basi della foglia sono vicine l'una all'altra.

Famiglia parafiletica:
- Ulodendraceae, che comprende il genere[5]:
  - Ulodendron

Le prime due famiglie comprendono specie che, a causa delle loro caratteristiche comuni, in precedenza erano assegnate genericamente al genere Lepidodendron.
I diversi generi si distinguono sulla base del rapporto fra ampiezza e altezza delle scaglie - che altrimenti sono identiche.
In passato, furono identificati molti "organi tassonomici", vale a dire elementi della pianta sufficienti per differenziare un taxon: ad ogni radice, foglia o cono era assegnato un diverso nome di specie prima che si potesse dimostrare che appartenevano allo stesso organismo. Così, ad esempio, erano stati definiti i generi Stigmaria, sulla base di fossili di radici, e Lepidostrobus, sulla base di fossili di foglie; le piante di questi generi poi sono stati riassegnati al genere Lepidodendron.

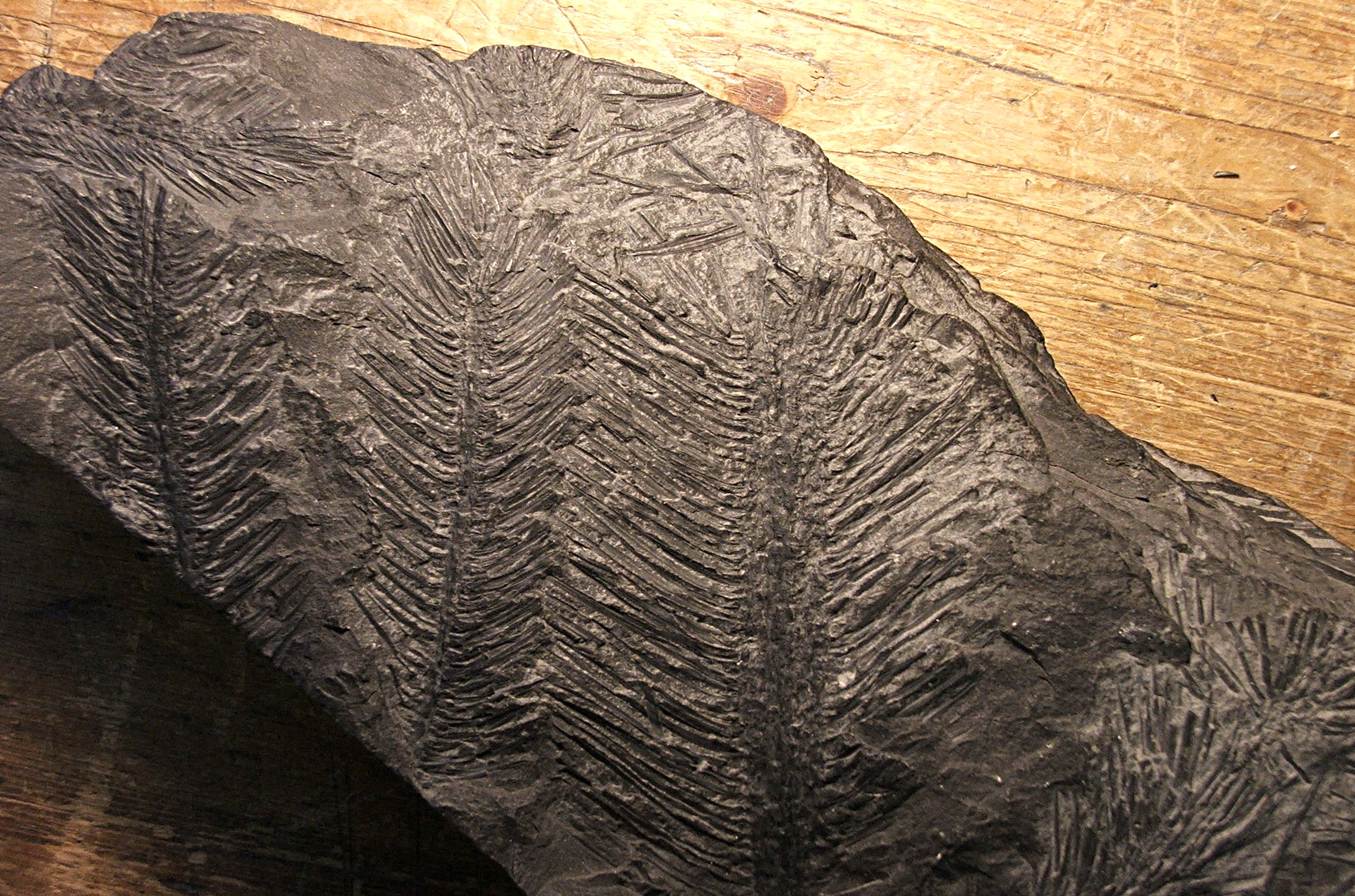
Una foglia di Lepidodendron
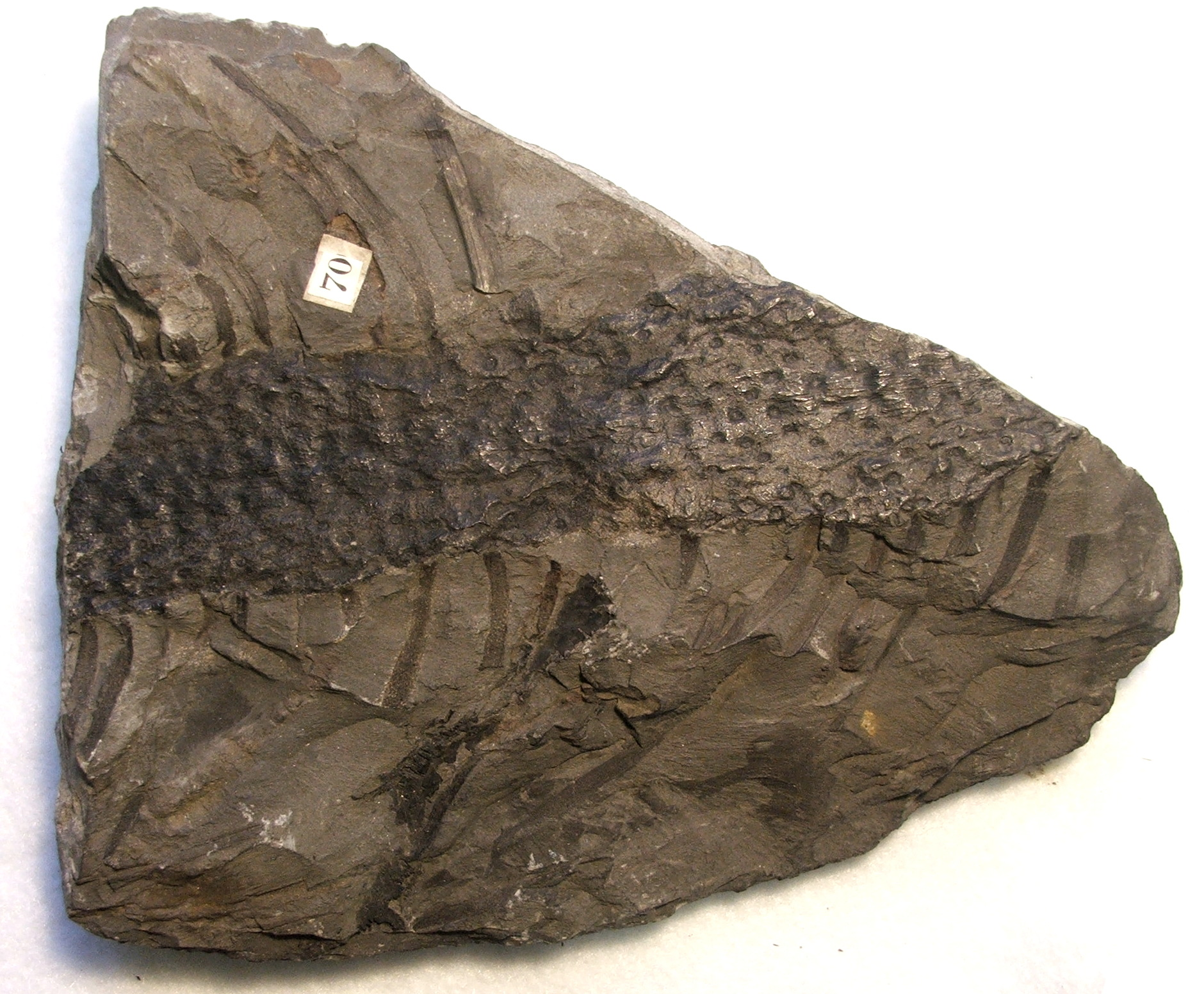
Un gambo di Lepidodendrales con delle microfille attaccate.
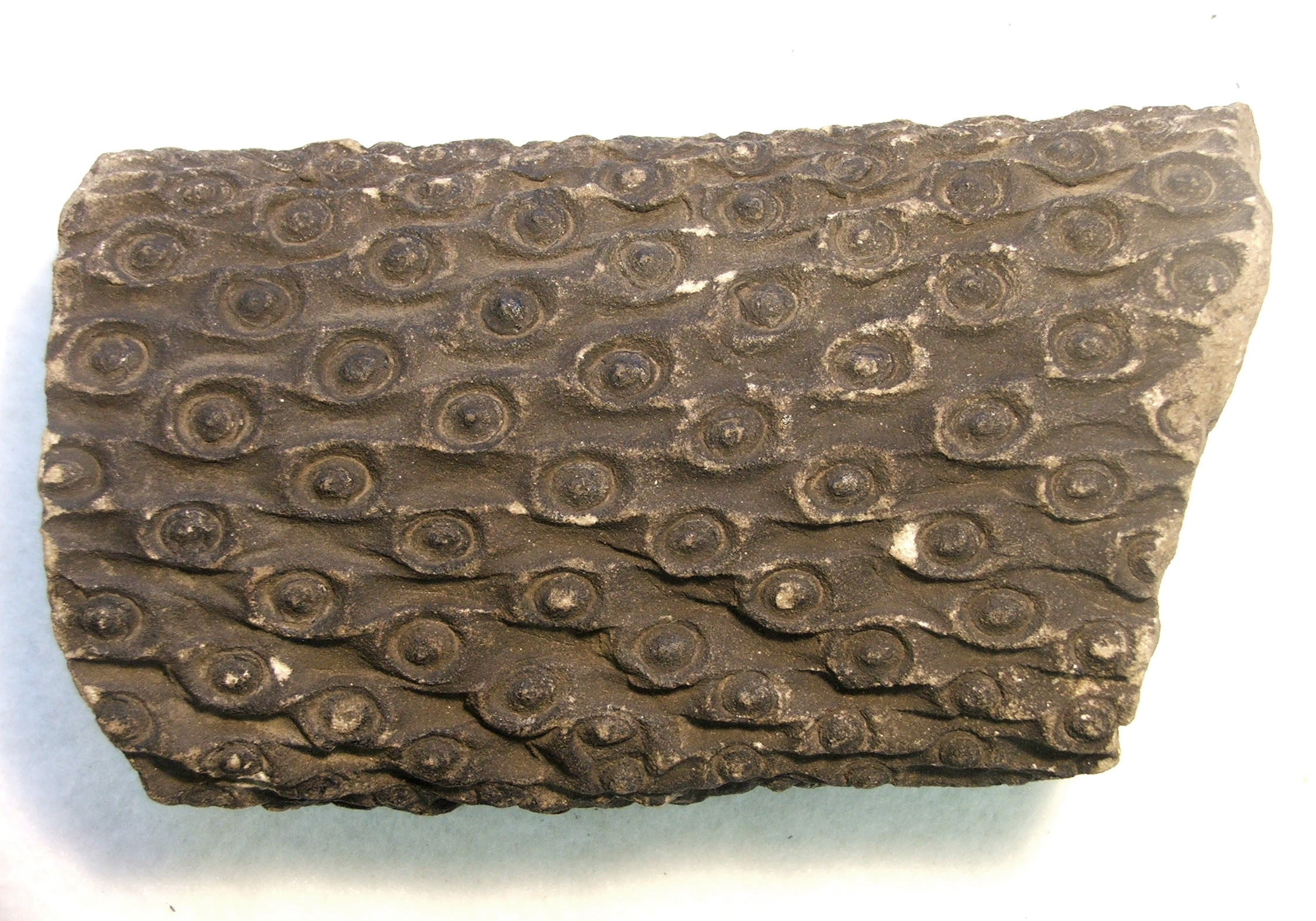
Stigmaria di Lepidodendrales. Vista dall'alto.
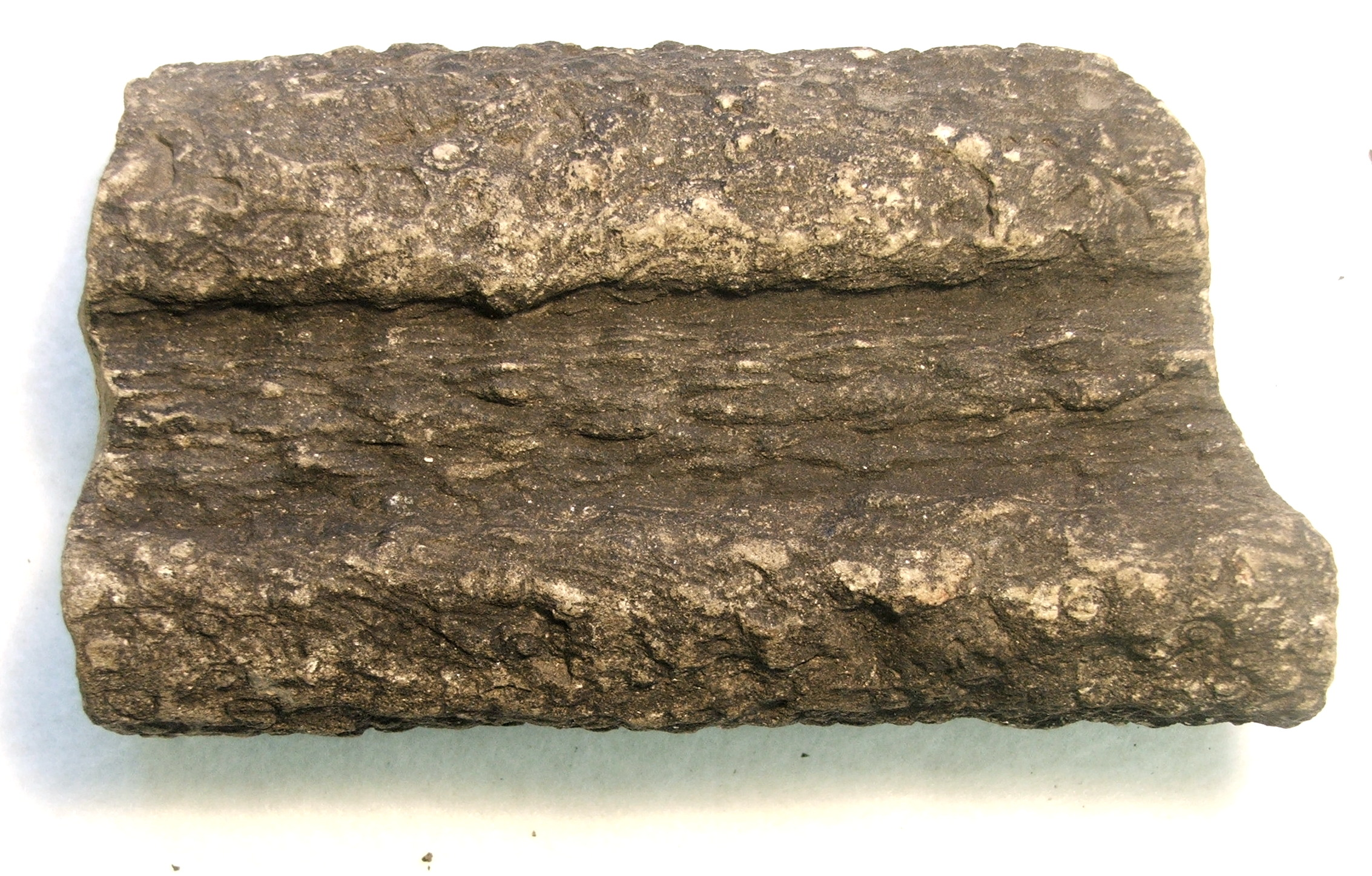
La stessa stigmaria. Vista dal basso.
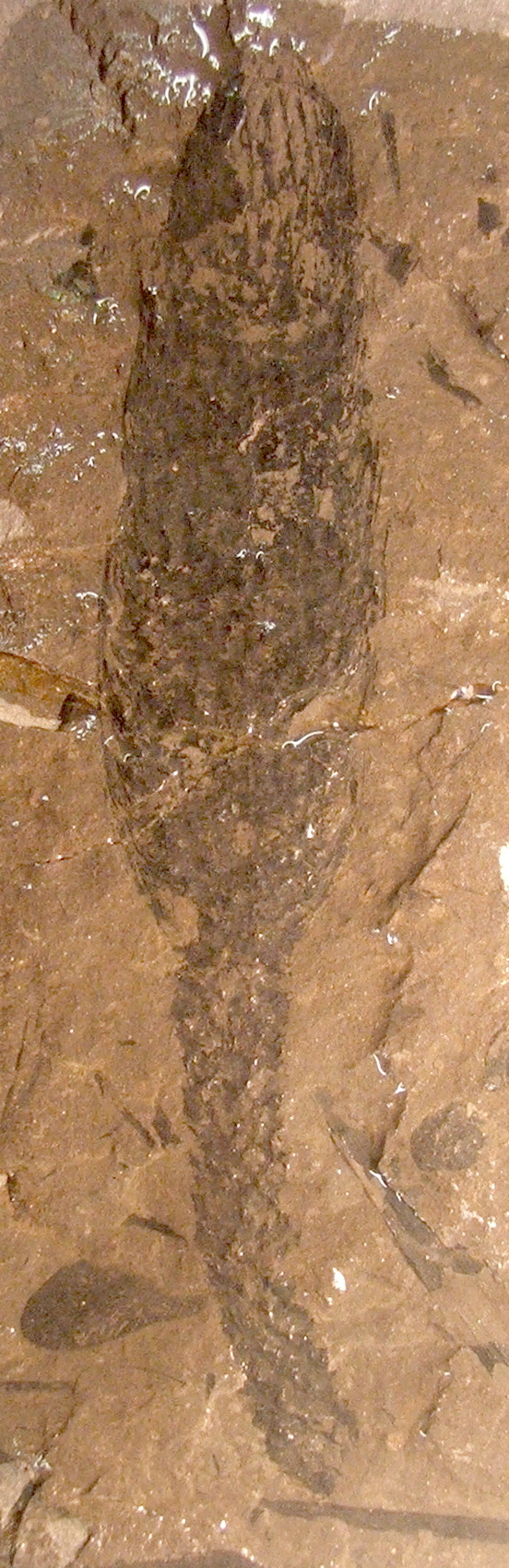
Un cono di Lepidodendron (precedente assegnazione al genere Lepidostrobus).